# Ciro Rizzo
Ciro Rizzo, né le 8 août 1955 à Grottaglie en Italie, est un peintre français.

## Biographie
Fils d'agriculteur, il travaille dans sa ville natale comme carrossier dans le garage de son frère. En 1976, Ciro Rizzo arrive à Paris avec pour intention d'apprendre le dessin, qu'il a toujours pratiqué, et la peinture. Exerçant plusieurs emplois, il suit de 1985 à 1993 aux Ateliers de la ville de Paris les cours de dessin de Marie-Thérèse Breton qui l'encourage vivement. De 1993 à 1997, il suit les cours de peinture donnés par Antoni Ros Blasco dans son atelier à Montparnasse.
De 1997 à  2000, il est élève de Michel Gemignani aux ateliers des Beaux-Arts de la Glacière à Paris 13ème. Il développe ensuite son travail à la Résidence universitaire Jean-Zay d'Antony où il occupe un atelier de 1994 à 2007.
En 1998, il se rend au Mali où il rencontre Miquel Barceló et Abdoulaye Konaté. L'année suivante il expose au musée de Bamako, au palais de la culture et au centre culturel de cette même ville. 
Depuis 1993, il participe à de nombreuses expositions à Paris et en province. Depuis 2005, il est régulièrement exposé par la galerie parisienne Marie Vitoux. Il vit et travaille à Paris.

## Expositions: galeries et salons
- Bibliothèque Forney Paris 1993
- Salon des réalités nouvelles  1993,1994 et 1995
- Musée national du Mali 1997
- Saint-Domingue 1997
- Galerie Avivson Paris 1998 et 2001
- Galerie Solange Erez  Boulogne Billancourt 1999
- Galerie IO Rennes 1998 et 1999
- Centre culturel français et palais de la culture à Bamako 2000
- Corée du sud, Séoul, exposition collective en 2000
- Galerie l'oeil du huit Paris 2001,2002 et 2003
- Galerie Christine Phal Paris 2001, 2002 et 2003
- 81°Salon des artistes bas-normands à l'hôtel de ville de Caen en 2008
- Mairie du 9e arrondissement de Paris sur invitation de Delphine Bürkli 2015
- Galerie Marie Vitoux Paris depuis 2005[1]

Les œuvres de Ciro Rizzo figurent dans de nombreuses collections privées. 

## Caractéristiques de l’œuvre
Sa peinture, comme surgie de nulle part, fait apprécier le quotidien sous un jour trivial et fantasmagorique . Elle met en scène les propres fantômes et réminiscences du peintre en une iconographie très typée revisitant en des variations infinies les mêmes thèmes récurrents et obsessionnels : personnages souffrant dans toute leur instantanéité et leur nudité autant qu'ils  interrogent, arbres improbables électrisés de la terre au ciel jusqu'en leur cœur de jaillissements colorés et de lumières surnaturelles. La définir c'est l'inscrire naturellement dans la grande famille expressionniste. Ce serait néanmoins un raccourci ne permettant pas d'appréhender sa peinture et sa “petite musique” singulières : christ, burlesque ou non, faisant corps avec sa croix, semblant faisant dire au vide toute l'incompréhension qui est sienne; fauteuils et chaises vides ou occupés, déchirés ou intacts, sur lesquels reposent ours en peluche ou crâne témoins d'on ne sait quel secret, hurlant leurs besoins de dire. L'iconographie de Ciro Rizzo traduit la quête de toute une vie, celle de comprendre à travers des épreuves qui ont été siennes ou qu'il a observées le sens profond des blessures. Ciro Rizzo est un interprète fondamental et essentiel de tous ces mouvements du monde et de ses créatures. Le peintre, au gré de son labeur quotidien, trouve un apaisement ponctuel en ces témoins picturaux de sa recherche spirituelle que sont ses toiles. Lorsqu'il peint un christ, des êtres humains, un arbre, une chaise, déformés par l'explosion de couleurs et de la matière, leur vérité transfigurée est comme le fruit rituel d'un processus de transsubstantiation. Pour le peintre, l'objet apparu est alors chargé en son accomplissement de toute la chair de l'humanité.

## Réception critique
Gérard Gamand : " Ses outrances, savamment orchestrées, nous proposent une nouvelle vision des objets familiers. Ses visages semblent surgis de la nuit des temps.Ils sont inspirés par des forces invisibles qui traduisent le désordre du monde.De brusques giclées rouges explosent dans un tumulte des formes parfaitement orchestré. Ciro est le peintre des explosions picturales, il enfle les rythmes naturels, détourne de leur vie normale les objets les plus anodins. L'oeil s'affole comme soudain pris de vertige."
Ludovic Duhamel  : " La peinture de Ciro Rizzo, c'est d'abord la matière, tout à la fois d'exubérance maîtrisée et de rage contenue.Dans la pâte épaisse s'inscrit une gestuelle pleine de sensualité d'où émerge une figuration traversée par des élans d'énergie pure, abstraits, libres, enlevés, fulgurants. Alors émerge un personnage, ou bien parfois un bout de nature, et c'est comme une apparition, un jaillissement né de pigments purs...Sans doute verra-t-on dans son œuvre une lointaine filiation avec Eugène Leroy, j'y perçois pour ma part davantage celle qui l'unit à un artiste tel que Maurice Rocher.Le même élan, la même force intérieure."
Didier Hansi  : ""Je peins chaque tableau comme si c'était celui de ma dernière journée à vivre", dit Rizzo. D'où cette fulgurence formelle liée à un état d'urgence permanent. Mais paradoxalement cette peinture n'est pas celle de "l'instant". Elle n'a rien de l'expressionnisme gestuel. Elle est au contraire le fruit d'une lente maturation ou sédimentation de plusieurs années parfois. C'est l'incandescence visible à la surface d'un profond brasier. Pas de lyrisme, mais une chaleur et une énergie contenues qui semblent émaner d'un épais magma sous-jacent. L'art de Rizzo est là, dans cette contention extrême de l'impétuosité intérieure."

## Publications (articles de presse)
- magazine Azart n°14 mai-juin 2005 [6]
- magazine Azart hors-série n°3 mars 2006 [7]
- magazine Azart hors-série n°7 mars 2007 [8]
- magazine Artension n°28 mars-avril 2006 [9]
- Azart 2002 - 2012 : 276 rencontres insolites [10]
- magazine Miroir de l'art n°105 février 2019 [11]
- 30 ans 1988-2018 Galerie Marie Vitoux [12]

## Filmographie
- Raoul Sangla : Ciro Rizzo, peintre italien. Où la peinture préserve son mystère et le peintre sa passion opiniâtre[13]